# Thelypteris gonophora
Thelypteris gonophora är en kärrbräkenväxtart som först beskrevs av Charles Alfred Weatherby, och fick sitt nu gällande namn av Alan Reid Smith. Thelypteris gonophora ingår i släktet Thelypteris och familjen Thelypteridaceae. Inga underarter finns listade.